# Carlo Simi
Carlo Simi (Viareggio, 7 novembre 1924 – Roma, 26 novembre 2000) è stato un architetto, scenografo e costumista italiano.

## Biografia
Carlo Simi è stato uno dei maggiori scenografi italiani, conosciuto particolarmente per la collaborazione con Sergio Leone a partire dal 1964; per C'era una volta in America (1984) ricevette un Nastro d'argento per la miglior scenografia.
Simi ha inoltre lavorato con registi come Sergio Corbucci, Sergio Sollima, Lucio Fulci, Maurizio Zaccaro, Carlo Verdone e Pupi Avati. Proprio grazie alla collaborazione con quest'ultimo, nel 1992, ha vinto il Premio David di Donatello per il miglior scenografo, con il film Bix.

## Filmografia parziale

### Scenografo
- Romolo e Remo, regia di Sergio Corbucci (1961)
- Il giorno più corto, regia di Sergio Corbucci (1962)
- Per un pugno di dollari, regia di Sergio Leone (1964)
- Due mafiosi nel Far West, regia di Giorgio Simonelli (1964)
- Le pistole non discutono, regia di Mario Caiano (1964)
- Per qualche dollaro in più, regia di Sergio Leone (1965)
- Per il gusto di uccidere, regia di Tonino Valerii (1966)
- Minnesota Clay, regia di Sergio Corbucci (1965)
- Django, regia di Sergio Corbucci (1966)
- Johnny Oro, regia di Sergio Corbucci (1966)
- 100.000 dollari per Lassiter, regia di Joaquín Luis Romero Marchent (1966)
- La resa dei conti, regia di Sergio Sollima (1967)
- Faccia a faccia, regia di Sergio Sollima (1967)
- Il buono, il brutto, il cattivo regia di  Sergio Leone (1967)
- C'era una volta il west, regia di Sergio Leone (1968)
- Ehi amico... c'è Sabata. Hai chiuso!, regia di Gianfranco Parolini (1969)
- Revolver, regia di Sergio Sollima (1973)
- Carambola, filotto... tutti in buca, regia di Ferdinando Baldi (1975)
- Un genio, due compari, un pollo, regia di Damiano Damiani (1975)
- Keoma, regia di Enzo G. Castellari (1976)
- California, regia di Michele Lupo (1977)
- Sella d'argento, regia di Lucio Fulci (1978)
- Un sacco bello, regia di Carlo Verdone (1980)
- Bianco rosso e Verdone, regia di Carlo Verdone (1981)
- C'era una volta in America, regia di Sergio Leone (1984)
- Renegade - Un osso troppo duro, regia di Enzo Barboni (1987)
- Dove comincia la notte, regia di Maurizio Zaccaro (1991)
- Bix, regia di Pupi Avati (1991)
- La valle di pietra, regia di Maurizio Zaccaro (1992)
- Fratelli e sorelle, regia di Pupi Avati (1992)
- La via degli angeli, regia di Pupi Avati (1999)

## Riconoscimenti
- David di Donatello
  - 1992 – Miglior scenografo per Bix

- Ciak d'oro
  - 1992 – Migliore scenografia per Bix[4]